# Jacques Rocher
Pour les articles homonymes, voir Rocher.
Jacques Rocher est un industriel français de la cosmétique, né le 29 avril 1957 à Rennes. Il est le fils de l'industriel Yves Rocher.

## Biographie
Jacques Rocher a 22 ans quand il entre dans l’entreprise familiale Yves Rocher. 
Il fonde en 1991 la Fondation Yves Rocher - Institut de France et en est d'ailleurs toujours le président. Il mène une action de préservation de l’environnement Plantons pour la Planète, sous l’égide du PNUE, qui a pour engagement de planter 50 millions d'arbres dans le monde dans les cinq prochaines années.
Jacques Rocher représente l’entreprise du Groupe Yves Rocher lors du Sommet de la Terre de Rio. En 2001, il crée, sous l’égide de la Fondation Yves Rocher- Institut de France, le prix Terre de Femmes, Prix qui soutient financièrement les actions individuelles de femmes en faveur de la planète.
C'est en 2004, qu'il initie la création du festival de photos Peuples & Nature, en plein air à La Gacilly, village natal de la famille Rocher,. 
En 2008, il est élu maire de La Gacilly, succédant à son père,,. La même année, il publie un livre Ma Terre est une femme.
Il est actuellement directeur du Développement durable et de l’Environnement au sein du Groupe Rocher.

## Publications
- Au nom de l’arbre, avec Sylvain Tesson, Cyril Drouhet, Albin Michel, 224 p.[12]
- Ma Terre est une femme : le combat d'un industriel pour préserver notre planète, Paris, Presses de la Renaissance, 2008, 285 p. (ISBN 9782750903817).

## Articles liés
- La Gacilly
- Yves Rocher
- Groupe Yves Rocher
- Fondation Yves Rocher
- Festival Photo La Gacilly